# Gërlicë e Epërme
Gërlicë e Epërme (albanska: Gërlicë e Epërme, serbiska: Gornja Grlica) är en by i Kosovo. Den ligger i kommunen Kaçanik. Enligt den senaste folkräkningen år 2011 fanns det 387 invånare.

## Demografi
| Demografi | 2011 |
| --------- | ---- |
| albaner   | 387  |